# Brachylophus fasciatus
Brachylophus fasciatus є деревним видом ящірок, ендемічним для островів Лау у східній частині Фіджійського архіпелагу. Він також зустрічається в Тонга, куди його, ймовірно, завезли люди. Це один із небагатьох видів ігуан, знайдених за межами Нового Світу, і один із найбільш географічно ізольованих представників родини ігканових. Популяція цих ігуан скорочувалася протягом останнього століття через руйнування середовища існування, і, що більш важливо, завезення на острови мангустів і домашніх котів.
Вид веде денний спосіб життя, проводячи дні в пошуках їжі, гріючись і спостерігаючи за своїми територіями вдень і ховаючись на верхівки дерев вночі. Фіджійські ігуани вважаються національним надбанням уряду Фіджі, і їх було зображено на поштових марках, валюті та обкладинках телефонних книг.